# 대한 FC
대한FC U18은 남양주 별내 에코랜드의 위치한 U-18팀 유형의 축구단이다.
●단장: 차유나 
●감독: 박성호
●코치: 전진성. 이민철. 김창모GK

## 대한FC U18 프로선수
■2025년도 대한FC U18 출신 프로선수 현황
●윤재석 중앙대=천안시티FC=전남드래곤즈=울산HDFC - 대한민국 국가대표 U22 
●김현민 동국대=수원FC
●오현서 전주대=사우스호바트FC(호주)
●신관훈 한라대=사우스호바트FC(호주)
●박진성 위덕대=평창유나이티드
●김종우 관동대=믈라도스트(보스니아)
●이장현 동아대=기장군민축구단
●정우민 서울대한FC=더스파 군마(일본)
●이은호 서울대한FC=FK 수체스카 포카(보스니아)
●이병문 동아대=Launceston united sc(호주)

## 대한FC 역사 및 성적
●2021전국고교축구대회 금강대기 3위
●2021전국고교축구대회 춘계 8강
●2022전국고교축구대회 무학기 8강
●2023전국고교축구리그 경인권역 준우승
●2024전국고교축구리그 경인권역 우승
●2025전국고교축구대회 백운기 16강

## 대한FC 연계 학교 및 협회
- 청량정보고등학교(대안)
- 경기기계공고(실업계)
- 서울동산고(특성화)
- 별가람고(인문계)
- 대한FC 한국고등학교축구연맹